# フェステンベルクスグロイト
フェステンベルクスグロイト (ドイツ語: Vestenbergsgreuth) は、ドイツ連邦共和国バイエルン州ミッテルフランケンのエアランゲン＝ヘーヒシュタット郡に属す市場町で、ヘーヒシュタット・アン・デア・アイシュ行政共同体を構成する。
この市場町はアウトバーンA3の南に位置する。かつての自治体クラインヴァイザハ、フリッケンヘヒシュタット、ドゥーテンドルフ、および中心となる集落のフェステンベルクスグロイトが合併してできた。

## 行政

### 位置
フェステンベルクスグロイトは、ミッテルフランケン工業地域に位置する。

### 自治体の構成
この町は、公式には14の地区 (Ort) からなる。このうち小集落や孤立農場などを除く集落を以下に列記する。
| - ブルクヴァイザッハ - ドゥーテンドルフ - フリッケンヘーヒシュタット - フリンマースドルフ - ヘルマースドルフ - クラインフェルト | - クラインヴァイザッハ - オーバーヴィンターバッハ - ウンターヴィンターバッハ - フェステンベルクスグロイト - ヴァイカースドルフ |

## 歴史
かつては、騎士領で、1756年以降、ハーラハ男爵ホルツシューハーの所領であった。1806年のライン同盟によりバイエルン領となった。バイエルン王国の行政改革の時代、1818年の自治体令によって市場町フェステンベルクスグロイトが成立した。

## 行政

### 議会
フェステンベルクスグロイトの議会は町長を含む12議席からなる。

### 紋章
図柄:上下二分割。上部は緑地に銀の横帯。下部は赤い裏地の黒い木靴。

### 友好都市
- Nowe Miasto nad Warta （ポーランド）

## 引用
1. ↑  https://www.statistikdaten.bayern.de/genesis/online?operation=result&code=12411-003r&leerzeilen=false&language=de Genesis-Online-Datenbank des Bayerischen Landesamtes für Statistik Tabelle 12411-003r Fortschreibung des Bevölkerungsstandes: Gemeinden, Stichtag (Einwohnerzahlen auf Grundlage des Zensus 2011)
2. ↑  Bayerische Landesbibliothek Online